# Johannes Hoßfeld

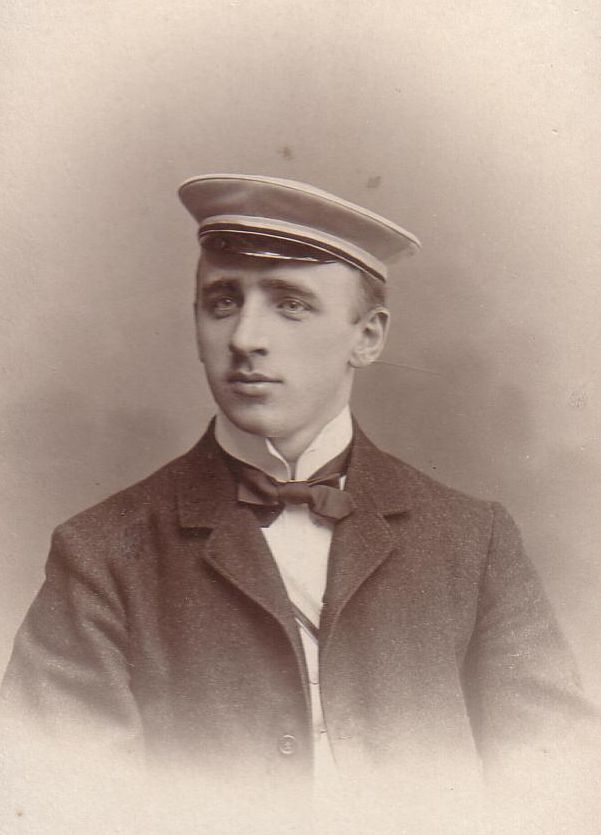
Hoßfeld als Berliner Normanne (1904)

Johannes Hoßfeld (* 24. Juli 1879 in Charlottenburg; † für tot erklärt per 31. Dezember 1946 im Speziallager Nr. 7 Sachsenhausen) war ein deutscher Zoll- und Ministerialbeamter.

## Leben
Nach dem Abitur am Luisengymnasium Berlin studierte Hoßfeld Rechts- und Staatswissenschaft an der Friedrich-Wilhelms-Universität. Als früherer Angehöriger der Berliner Landsmannschaft Normannia II wurde er am 31. Januar 1905 Corpsschleifenträger der Normannia Berlin. Sein Kneipname war „Schwoske“.
1908 war Hoßfeld Gerichtsassessor bei der Zollverwaltung Berlin, 1910 wurde er Regierungsassessor. 1911 war er Hilfsarbeiter bei der Oberzolldirektion Berlin. 1912 arbeitete er im Reichsschatzamt. 1913 war er Regierungsassessor und Vorstand des Hauptzollamtes Eydtkuhnen.
Im Ersten Weltkrieg diente er in der Kaiserlichen Marine, zuletzt als Kapitänleutnant d. R. 1915 war er bei der Oberzolldirektion Kassel. 1916 wurde er zum Regierungsrat befördert. 1918 war er im Preußischen Finanzministerium beschäftigt, in dem er 1919 Geheimer Finanzrat und Vortragender Rat wurde. 1920 wurde er Ministerialrat im Reichsministerium der Finanzen, in dem er ab 1927 die Abteilung II als Ministerialdirigent leitete.
1932 war er Präsident des Landesfinanzamts in Breslau. 1933 nahm er zunächst die Geschäfte des Präsidenten des Landesfinanzamts Oberschlesien wahr und übernahm dann dieses Amt. 1936 wurde er Präsident des Landesfinanzamts Brandenburg in Berlin.

## Mitgliedschaften
Nachdem er bis 1924 Mitglied der Deutschnationalen Volkspartei gewesen war, trat er zum 1. Mai 1933 der NSDAP bei (Mitgliedsnummer 2.030.158). Im März 1937 ernannte ihn Reichsfinanzminister Schwerin von Krosigk zum Generalinspekteur des Zollgrenzschutzes. Vorausgegangen war eine Auseinandersetzung des Ministeriums mit Hermann Göring und Heinrich Himmler über die Kontrolle an den Reichsgrenzen.
In der SS (SS-Nummer 227.632) war Hoßfeld Sturmführer (29. April 1934), Obersturmführer (20. April 1937), Hauptsturmführer (9. November 1937) und wurde am 9. November 1938 zum Obersturmbannführer ernannt. Er war Mitglied der NS-Volkswohlfahrt und des Bundes Nationalsozialistischer Deutscher Juristen.